# Cleora sabulata
Cleora sabulata là một loài bướm đêm trong họ Geometridae.